# 宮城弘
宮城 弘（みやぎ ひろし、1923年6月11日 - 1989年9月26日）は、日本の工学者。日本大学名誉教授。 

## 略歴・人物
長野県生まれ。1941年（昭和16年）旧制松本第二中学（現長野県松本県ヶ丘高等学校）卒業。1955年（昭和30年）日本大学大学院旧工学研究科（現理工学研究科）課程修了。1977年（昭和52年）～1985年（昭和60年）、1987年（昭和62年）～1989年（平成元年）の間、日本大学理工学部電気工学科主任を務めた。
世界発の潮流発電（850ｗ）に成功
1983年（昭和58年）8月、当時の宮城弘教授、木方靖二専任講師（後に理工学部教授）、鈴木勝行助手（後に理工学部教授）らにより、
愛媛県来島海峡沖に設置された海上設置型潮流発電装置により、世界初の潮流発電（850ｗ）に成功した
。
日本における潮流発電を含む海洋エネルギーの研究開発は、1970年代の「オイルショック」による原油の供給逼迫と価格高騰に起因しており、
1970年代後半から潮流・海流エネルギーを利用した発電に関する基礎的な調査や研究が開始されている。
日本大学理工学部における研究開発は、電気工学科の宮城弘教授、木方靖二教授を中心とした研究グループによって、1981年から「基礎研究」が開始された
。
海洋実験は、愛媛県の来島海峡において3回にわたり実施され、1983年8月に行われた1回目の海洋実験で海上設置型潮流発電装置により潮流発電に成功した。

## 著作・訳書・共著編
- 『電力系統における逆相電流源の回転機におよぼす影響』 今川 三郎,  宮城 弘著